# Galdrabók
El Galdrabók (en islandés, «Libro de Magia») es un grimorio islandés fechado alrededor del año 1600, un pequeño manuscrito con 47 citas.
El grimorio fue compuesto por cuatro personas distintas; posiblemente se inició a finales del siglo XVI y se terminó a mediados del siglo XVII. Los tres principales escribas fueron islandeses y el cuarto sería un danés que trabajaba con material procedente de Islandia.
Las diferentes citas están escritas en rúnico y en latín; la obra incluye un compendio de símbolos mágicos de Islandia, invocaciones a entidades cristianas, demonios, dioses nórdicos paganos e instrucciones sobre el uso de hierbas y artilugios mágicos. Algunos de los conjuros son de protección, especialmente contra problemas del embarazo, dolor de cabeza, insomnio, encantamientos, peste, sufrimiento y desorientación en el mar. Otros están enfocados a provocar miedo, matar animales, encontrar ladrones, dormir personas, provocar flatulencias o embrujar mujeres.
El libro fue publicado en 1921 por Natan Lindqvist en una edición diplomática con traducción al sueco. La edición inglesa no apareció hasta 1989 en edición  facsímil de Stephen Flowers.

## Galdrakver

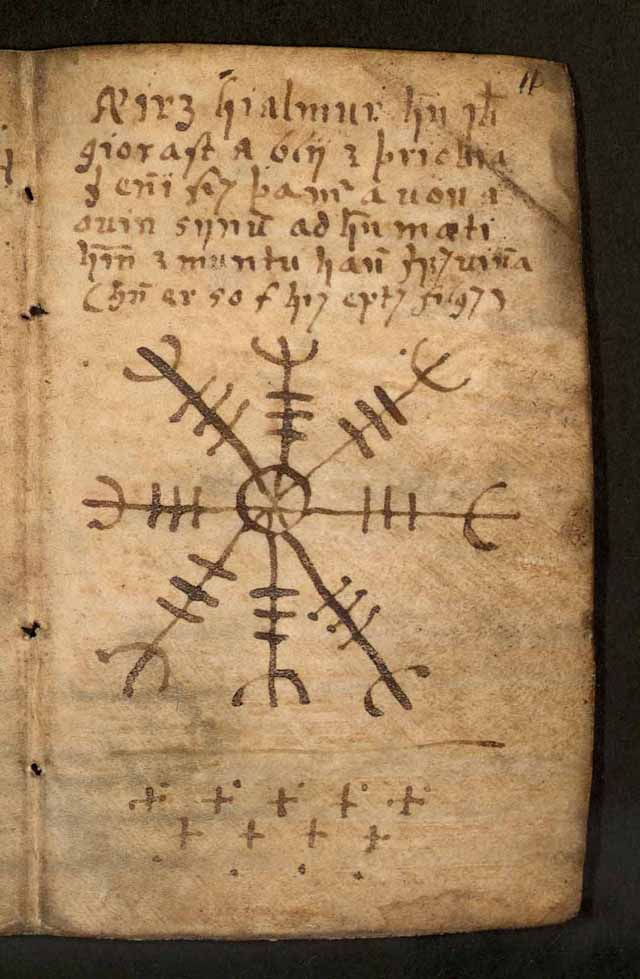
Una página del Galdrakver.

Una variante de Galdabrók también se le conoce como manuscrito Lbs 143 8.º (1670) y se imprimió por primera vez en 2004 bajo el título Galdrakver (o Pequeño libro de magia). La obra original se encuentra depositada en la Biblioteca nacional y universitaria de Islandia y se diferencia de Galdrabók porque solo describe conjuros de magia blanca.